# Куляб
Куля́б (тадж. Кӯлоб) — город в Хатлонской области Таджикистана. Расположен в долине реки Яхсу (бассейн Пянджа), у подножия хребта Хазратишох, в 175 км к юго-востоку от города Душанбе.

## Население
Является четвёртым городом в республике по численности: население по оценке на 1 января 2015 года составлял 101 200 человек; на 1 января 2019 года составляет 105 500 человек.
| Численность населения | Численность населения | Численность населения | Численность населения | Численность населения | Численность населения | Численность населения | Численность населения |
| 1939                  | 2003                  | 2004                  | 2005                  | 2006                  | 2007                  | 2008                  | 2009                  |
| --------------------- | --------------------- | --------------------- | --------------------- | --------------------- | --------------------- | --------------------- | --------------------- |
| 8439                  | ↗84 300               | ↗88 000               | ↗90 100               | ↗91 900               | ↗93 900               | ↗96 300               | ↗97 500               |
| 2019                  | 2020                  | 2021                  | 2022                  |                       |                       |                       |                       |
| ↗105 500              | ↗106 300              | ↘104 100              | ↗105 800              |                       |                       |                       |                       |

## История

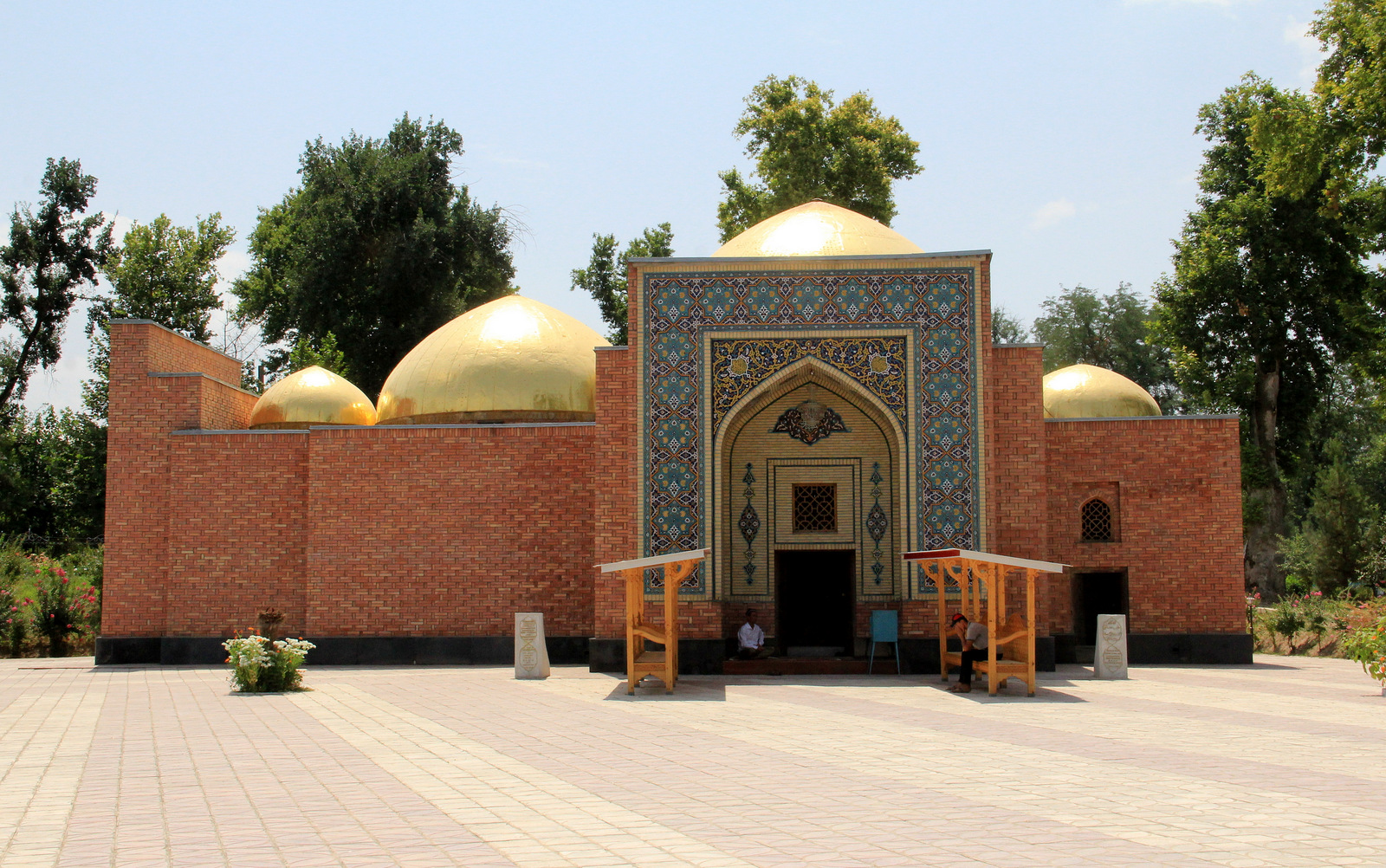
Мавзолей Мир Сайид Али Хамадани

Куляб, как новая столица Хутталяна, возник в XVI веке и, согласно «Абдулла-наме», был небольшим городом, но с укреплённой крепостью с тремя воротами: Чарсу (на северной стороне), Имам (на западе) и Дарб ал-хайван (на южной стороне). С восточной же стороны город защищали горы.
В 1504—1505 годы город был захвачен основателем узбекской династии — Шейбани-ханом и входил в состав Государства Шейбанидов. После гибели Шейбани-хана, в 1510 году власть здесь захватили потомки Тимурида Султан Вайс-мирзы, известного в истории под именем Хан-мирза. До 1584 года здесь правил Шахрух-мирза, внук Сулейман-шаха и в этом же году город повторно был захвачен представителем узбекской династии Шейбанидов — Абдулла-ханом II и, подчинялся непосредственно центру государства — Бухаре.
При Надир Мухаммад-хане (1642—1645) Куляб был переподчинён к Балху, который являлся вторым политическим центром при правлении узбекской династии Аштарханидов. Наместниками здесь поочерёдно назначались сыновья Надир Мухаммад-хана: Абдулазиз-султан, Хосроу-султан и Бахрам-султан, а во время правления Убайдулла-хана II (1702—1711) — Бури-бий из узбекского рода катаган, племянник Махмуд Катагана.
В XIX веке, Куляб поочерёдно был захвачен правителями узбекских ханств Кундузского — Мурад-беком, Кокандского — Мадали-ханом (1822—1842), Бухарского — Насрулла-ханом (1827—1860) и Музаффар-ханом (1860—1886).
В советское время статус города получил в 1934 году.
Куляб на протяжении многих веков был важным политическим, торгово-экономическим и культурным центром огромной Хатлонской области. Город находился на одной из веток Великого шёлкового пути и имел тесные торгово-экономические и культурные связи со многими странами Востока и Запада.
В Средние века был центром Кулябского бекства Бухарского ханства. В период Средневековья Куляб был важным политическим, экономическим и культурным центром. Здесь функционировало большое количество мактабов (начальных школ) и медресе (высших учебных заведений).
Были развиты различные ремесленные производства и торговля, активно действовали литературные и научные кружки. В XVII—XIX веках в городе жили и занимались творчеством 40 поэтов. Наиболее известными из них были Абдурахмон Ходжа Насех, Хаджи Хусайн Кангурти, Бисмил, Шохин и др. Найденные остатки построек и мавзолеев свидетельствуют о высоком развитии архитектуры и строительства.
В начале XX века Куляб являлся самым крупным городом Восточной Бухары и имел 20 кварталов. Высоко были развиты различные виды ремёсел, в том числе ткачество (шёлковые высококачественные ткани: парча, алочи, куртачи, сюзане), ювелирное дело, гончарное и кожевенное производство, столярное дело, а также производство ножей, конской сбруи, оружия и других металлических изделий. В городе была развита торговля, существовали базары. Куляб славился своими вышивками (гулдузи и чакан), которые имеют своеобразную форму и расцветку.

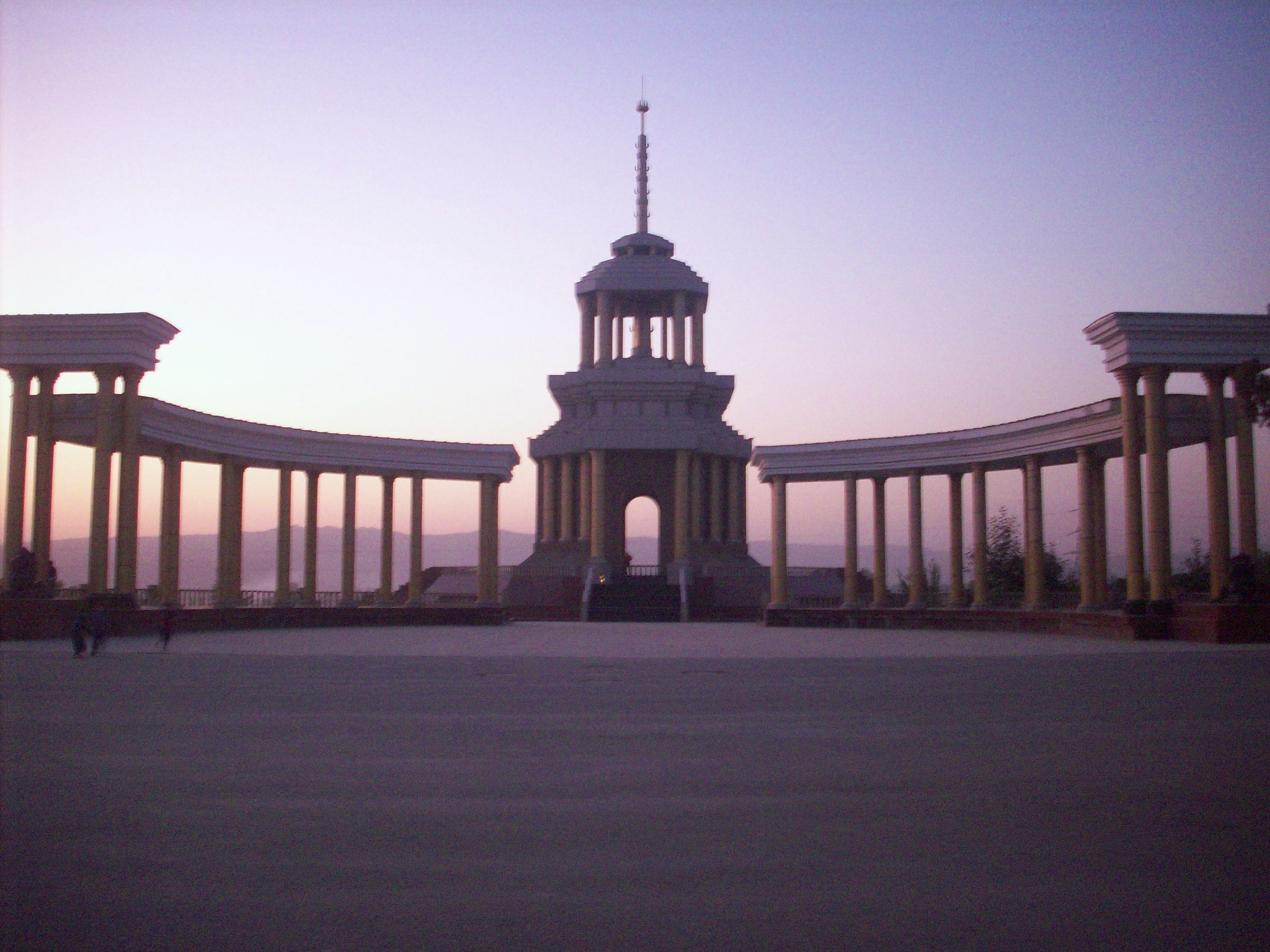
Мемориальный комплекс «2700-летие Куляба» на Центральной площади

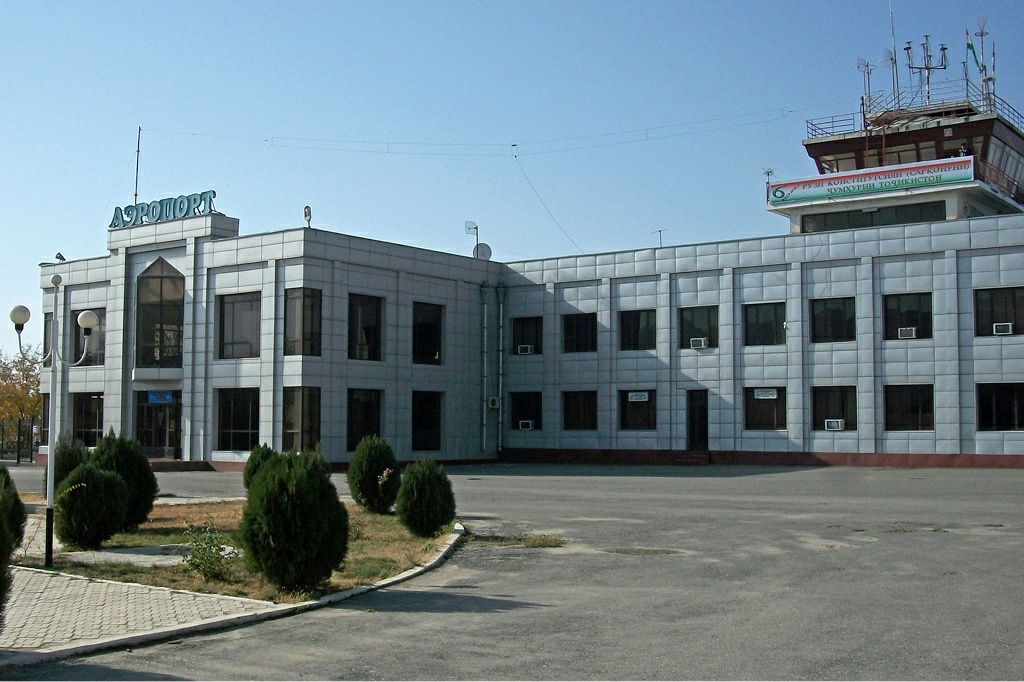
Международный аэропорт Куляб

В Кулябе размещался 149-й гвардейский мотострелковый Ченстоховский Краснознамённый, ордена Красной Звезды полк 201-й российской военной базы (201-й мотострелковой дивизии), а в бригадном формировании: 859-й отдельный гвардейский мотострелковый Ченстоховский Краснознамённый ордена Красной Звезды батальон, 729-й отдельный гвардейский самоходно-артиллерийский дивизион, 30-я отдельная медицинская рота, другие отдельные и линейные подразделения обеспечения базы.
Также в окрестностях Куляба размещён российский военный полигон «Момирак». В 2015 году в ходе передислокации части и подразделения 201-й военной базы выведены из города Куляб.

## Достопримечательности
- Мавзолей Мир Саида Али Хамадони
- Исторический музей

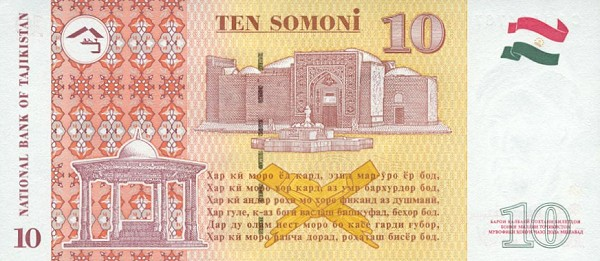
Мавзолей Мир Сайида Али Хамадани в Кулябе на банкноте

- Мемориальный комплекс «2700-летие Куляба»

## Транспорт
В городе имеется железнодорожное сообщение, еженедельно курсирует поезд Куляб — Москва.
В международный аэропорт Куляба выполняются ежедневные регулярные рейсы из Москвы.

## Образование
- Кулябский государственный университет
- Технологический институт[19]
- Медицинский колледж
- Педагогический колледж
- Профессионально—строительный лицей
- Колледж искусства им. К. Курбона[20]

## Председатели хукумата
- Рахмонзода, Абдулгафор — 3 февраля, 2015[21]
- Амонулло, Хайрулло с 3 февраля, 2015[22]

## Города-побратимы
- Хамадан, Иран
- Конья, Турция